# Gioseni (gmina)
Gioseni – gmina w Rumunii, w okręgu Bacău. Obejmuje tylko jedną miejscowość Gioseni. W 2011 roku liczyła 3249 mieszkańców.